# Лебединский, Александр Игнатьевич
Алекса́ндр Игна́тьевич Лебеди́нский (1913—1967) — советский астрофизик и геофизик.

## Биография
Родился в Женеве в семье адвоката Игнатия Павловича Лебединского (1875—1954), вскоре семья переехала в Симферополь. В 1929 году окончил Симферопольскую опытную школу № 1 (бывшая Симферопольская мужская казённая гимназия). В 1932 окончил Крымский пединститут. В 1935, после окончания аспирантуры при Ленинградском университете, стал сотрудником обсерватории университета, с 1938 — доцент, с 1948 — профессор кафедры астрофизики университета. С 1953 — профессор МГУ. Трагически погиб 8 сентября 1967 года.

## Вклад в науку
Основные труды в области астрофизики и геофизики, исследований космического пространства и конструирования астрономической аппаратуры. Один из пионеров магнитогидродинамики. Совместно с Л. Э. Гуревичем обосновал возможность возникновения динамо-эффекта в солнечной атмосфере. Исследовал проблему вспышек новых звёзд в рамках модели теплового ядерного взрыва звезды-карлика в результате гравитационного сжатия. Много внимания уделял вопросам космогонии.
Совместно с Л. Э. Гуревичем рассмотрел различные этапы процесса превращения газопылевого облака в планеты. В работах по звёздной космогонии высказал ряд важных идей о гравитационной конденсации и динамике звёздных систем, рассмотрел физические процессы, протекающие в диффузных туманностях. Был одним из первых в СССР исследователей полярных сияний.
В 1948—1950 организовал ряд комплексных экспедиций в районы Крайнего Севера для изучения полярных сияний. Создал оригинальную аппаратуру для автоматической непрерывной регистрации неба фотокамерами и получения спектров всего неба. Аппаратура подобного типа использовалась для патрулирования неба в Арктике и Антарктике во время Международного геофизического года, и в результате был получен ценный научный материал. Принимал участие в создании аппаратуры для спектрофотометрических исследований планет со спутников и межпланетных автоматических станций. При помощи этой аппаратуры с 1964 на спутниках серии «Космос», автоматических межпланетных станциях серии «Зонд» и автоматических лунных станциях серии «Луна» был получен большой экспериментальный материал. Принимал участие в обработке панорамных снимков лунной поверхности, полученных автоматической станцией «Луна-9».
В 1947 участвовал в экспедиции по наблюдению солнечного затмения в Бразилии, разработал для этой цели специальный многоканальный спектрограф. Был членом Международного астрономического союза, Международного геодезического и геофизического союза, Комитета по полярным сияниям Международной ассоциации геомагнетизма и аэрономии, а также членом редакции международного журнала «Planetary and Space Science».

## Память
- В 1970 году в его честь назван кратер на Луне.
- 5 января 1996 года в честь А. И. Лебединского назван астероид 3629 Lebedinskij, открытый в 1982 году чешским астрономом Антонином Мркосом.